# Galepsus beieri
Galepsus beieri es una especie de mantis de la familia Tarachodidae.

## Distribución geográfica
Se encuentra en  Natal (Sudáfrica)